# 上海市病毒研究院
上海市病毒研究院是中華人民共和國上海市的一個病毒學學術機構，主要研究病毒演化与跨宿主传播机制、病毒疾病致病机制和病毒感染诊断治疗及转化等內容。該機構由上海市人民政府和上海交通大学共同建设，成立於2022年9月26日，管轶担任上海市病毒研究院首任院长。上海市病毒研究院將落户上海交通大学医学院浦东校区。